# Ramstedt
Ramstedt település Németországban, Schleswig-Holstein tartományban. Lakosainak száma 432 fő (2023. december 31.).

## Népesség
A település népességének változása:
| Lakosok száma | 358  | 422  | 416  | 416  | 429  | 432  |
|               | 1975 | 2017 | 2019 | 2021 | 2022 | 2023 |